# Primera División de Bolivia 1974
El Campeonato de Primera División 1974, llamado oficialmente Copa Simón Bolívar 1974, fue el 16º torneo nacional de Primera División en Bolivia que organizó la Federación Boliviana de Fútbol. El campeón Nacional fue el The Strongest por tercera vez en su historia.

## Formato
El campeonato fue jugado entre agosto de 1974 y el 30 de diciembre de 1974. El campeonato consistió en dos fases: una fase de grupos y una fase final. Un club recibe 2 puntos por partido ganado, 1 punto por partido empatado y 0 puntos por partido perdido.
Fase de grupos
Los 6 campeones y los 6 subcampeones de las Asociaciones de Fútbol de los departamentos de Bolivia, son distribuidos en 2 series de 6 equipos-
Los clubes de cada serie compiten todos contra todos en dos vueltas (local y visitante), jugando un total de 10 partidos cada uno.
Fase Final
El ganador del Campeonato Nacional anterior (1973) y los 2 primeros de las dos series, compiten todos contra todos en dos vueltas (local y visitante), jugando un total de 8 partidos cada uno.
El Campeón y el subcampeón del torneo clasifican a la Copa Libertadores 1975.

## Equipos y estadios
Participan los Campeones y subcampeones de las Asociaciones de Fútbol de Chuquisaca, Cochabamba, La Paz, Oruro, Potosí y Santa Cruz. También participa el ganador del Campeonato Nacional anterior (1973: Jorge Wilstermann).
| Equipo                   | Fundación               | Departamento | Ciudad                  | Estadio           |
| ------------------------ | ----------------------- | ------------ | ----------------------- | ----------------- |
| Fancesa                  |                         | Chuquisaca   | Sucre                   | Olímpico Patria   |
| Stormers                 | 25 de enero de 1914     | Chuquisaca   | Sucre                   | Morro de Surapata |
| Petrolero                | 16 de abril de 1950     | Cochabamba   | Cochabamba              | Félix Capriles    |
| Aurora                   | 27 de mayo de 1935      | Cochabamba   | Cochabamba              | Félix Capriles    |
| Wilstermann              | 24 de noviembre de 1949 | Cochabamba   | Cochabamba              | Félix Capriles    |
| Bolívar                  | 12 de abril de 1925     | La Paz       | La Paz                  | Olímpico La Paz   |
| The Strongest            | 8 de abril de 1908      | La Paz       | La Paz                  | Olímpico La Paz   |
| Oeste Petrolero          |                         | Oruro        | Oruro                   | Jesús Bermúdez    |
| San José                 | 19 de marzo de 1942     | Oruro        | Oruro                   | Jesús Bermúdez    |
| Independiente Unificada  | 1 de abril de 1926      | Potosí       | Potosí                  | Potosí            |
| Wilstermann Cooperativas | 12 de abril de 1958     | Potosí       | Potosí                  | Potosí            |
| Guabirá                  | 14 de abril de 1962     | Santa Cruz   | Montero                 | Gilberto Parada   |
| La Bélgica               |                         | Santa Cruz   | Santa Cruz de la Sierra | Willy Bendeck     |

## Fase final
| Pos | Equipo                  | Pts | PJ | G | E | P | GF | GC | Dif |
| --- | ----------------------- | --- | -- | - | - | - | -- | -- | --- |
| 1º  | The Strongest           | 13  | 8  | 5 | 3 | 0 | 19 | 8  | 11  |
| 2º  | Wilstermann             | 10  | 8  | 4 | 2 | 2 | 11 | 8  | 3   |
| 3º  | Petrolero de Cochabamba | 7   | 8  | 2 | 3 | 3 | 14 | 17 | -3  |
| 4º  | Bolívar                 | 6   | 8  | 0 | 6 | 2 | 6  | 9  | -3  |
| 5º  | Aurora                  | 4   | 8  | 1 | 2 | 5 | 13 | 21 | -8  |

Pts = Puntos; PJ = Partidos Jugados; G = Partidos Ganados; E = Partidos Empatados; P = Partidos Perdidos; GF = Goles Anotados; GC = Goles Recibidos; Dif = Diferencia de gol
|  | Campeón. |

|                                                              |
| Campeón de Primera División The Strongest 3º Título Nacional |